# Colmenar de Montemayor
Colmenar de Montemayor é um município da Espanha na província de Salamanca, comunidade autónoma de Castela e Leão, de área 39,98 km² com população de 204 habitantes (2007) e densidade populacional de 6,13 hab/km².

## Demografia
| Variação demográfica do município entre 1991 e 2004 | Variação demográfica do município entre 1991 e 2004 | Variação demográfica do município entre 1991 e 2004 | Variação demográfica do município entre 1991 e 2004 |
| --------------------------------------------------- | --------------------------------------------------- | --------------------------------------------------- | --------------------------------------------------- |
| 1991                                                | 1996                                                | 2001                                                | 2004                                                |
| 317                                                 | 289                                                 | 257                                                 | 247                                                 |